# Landschaftsschutzgebiet Offenland um Vellinghausen und Remblinghausen
Das Landschaftsschutzgebiet Offenland um Vellinghausen und Remblinghausen mit 160,76 ha liegt im Stadtgebiet von Meschede im Hochsauerlandkreis.  Es wurde 1994 mit dem Landschaftsplan Meschede durch den Kreistag des Hochsauerlandkreises als Landschaftsschutzgebiet mit dem Namen Landschaftsschutzgebiet Ortsnahe Freiflächen zwischen Vellinghausen und Remblinghausen und einer Flächengröße von 95,3 ha ausgewiesen. Bei der Neuaufstellung des Landschaftsplanes Meschede wurde es deutlich um Flächen vom Landschaftsschutzgebiet Meschede vergrößert und mit verändertem Namen als Landschaftsplangebiet vom Typ B, Kleinflächiger Landschaftsschutz, erneut ausgewiesen. Das LSG ist eines von 102 Landschaftsschutzgebieten in der Stadt Meschede. Dort gibt es ein Landschaftsschutzgebiet vom Typ A, 51 Landschaftsschutzgebiete vom Typ B und 50 Landschaftsschutzgebiete vom Typ C. Das LSG gehört zum Naturpark Sauerland-Rothaargebirge.

## Beschreibung
Im LSG befinden sich landwirtschaftliche Offenlandbereiche zwischen Remblinghausen und dem Weiler Vellinghausen, bzw. nördlich von Vellinghausen. Das LSG geht bis an die Siedlungsränder von Remblinghausen und Vellinghausen.
Der Landschaftsplan schreibt zum LSG: „Um den Suberg herum liegen überwiegend ackerfähige Braunerden, mit denen sich dieses LSG deutlich von den Pseudogleyböden im Südwesten unterscheidet. Damit entsteht trotz der gleichen naturräumlichen Zugehörigkeit auch ein ganz anderer Landschaftseindruck, zumal hier der direkte Kontrast zu den südlich vorgelagerten Rothaargebirgsausläufern fehlt. Vielmehr bietet dieser Bereich selbst - z. B. vom Suberg und dem Südhang es Sterz aus - einige interessante Blickbeziehungen in diesen Nordausläufer der Eslohe-Reister Senke.“

## Schutzzweck
Zum Schutzzweck der LSG vom Typ B Ortsrandlagen, Landschaftscharakter im Landschaftsplangebiet Meschede führt der Landschaftsplan auf: „Sicherung der Vielfalt und Eigenart der Landschaft im Nahbereich der Ortslagen sowie in alten landwirtschaftlichen Vorranggebieten insbesondere durch deren Offenhaltung; Erhaltung der Leistungsfähigkeit des Naturhaushalts hinsichtlich seines Artenspektrums und der Nutzungsfähigkeit der Naturgüter (hier: leistungsfähige Böden); Umsetzung der Entwicklungsziele 1.1 und – primär – 1.5 zum Schutz des spezifischen Charakters und der Identität der landschaftlichen Teilräume; entsprechend dem Schutzzweck unter 2.3.1 auch Ergänzung der strenger geschützten Teile dieses Naturraums durch den Schutz ihrer Umgebung vor Eingriffen, die den herausragenden Wert dieser Naturschutzgebiete und Schutzobjekte mindern könnten (Pufferzonenfunktion); Erhaltung der im gesamten Gebiet verstreut anzutreffenden kulturhistorischen Relikte.“

## Rechtliche Vorschriften
Wie in den anderen Landschaftsschutzgebieten im Stadtgebiet besteht im LSG ein Verbot Bauwerke zu errichten. Vom Verbot ausgenommen sind Bauvorhaben für Gartenbaubetriebe, Land- und Forstwirtschaft. Die Untere Naturschutzbehörde kann Ausnahme-Genehmigungen für Bauten aller Art erteilen. Wie in den anderen Landschaftsschutzgebieten vom Typ B in Meschede besteht im LSG ein Verbot der Erstaufforstung und Weihnachtsbaum-, Schmuckreisig- und Baumschul-Kulturen anzulegen.